# Janosch
Janosch, właśc. Horst Eckert (ur. 11 marca 1931 w Zabrzu) – urodzony na Górnym Śląsku pisarz niemieckojęzyczny, autor literatury dziecięcej.
Janosch jest autorem ponad 300 książek dla dzieci. Książką, która dała początek całemu cyklowi pozycji dla dzieci, była Ach, jak cudowna jest Panama (niem. Oh, wie schön ist Panama). Bohaterami cyklu są Miś i Tygrysek. Cykl obejmuje ponad 120 pozycji (według innych źródeł 160), które przetłumaczono na ponad 30 języków, a szereg z nich wydano też w języku polskim. Autor jest uzdolnionym grafikiem, sam ilustruje swoje opowiadania, a stworzone przez niego wizerunki wykorzystano przy tworzeniu filmów animowanych oraz ozdabianiu ubrań dla dzieci.

## Życie i twórczość

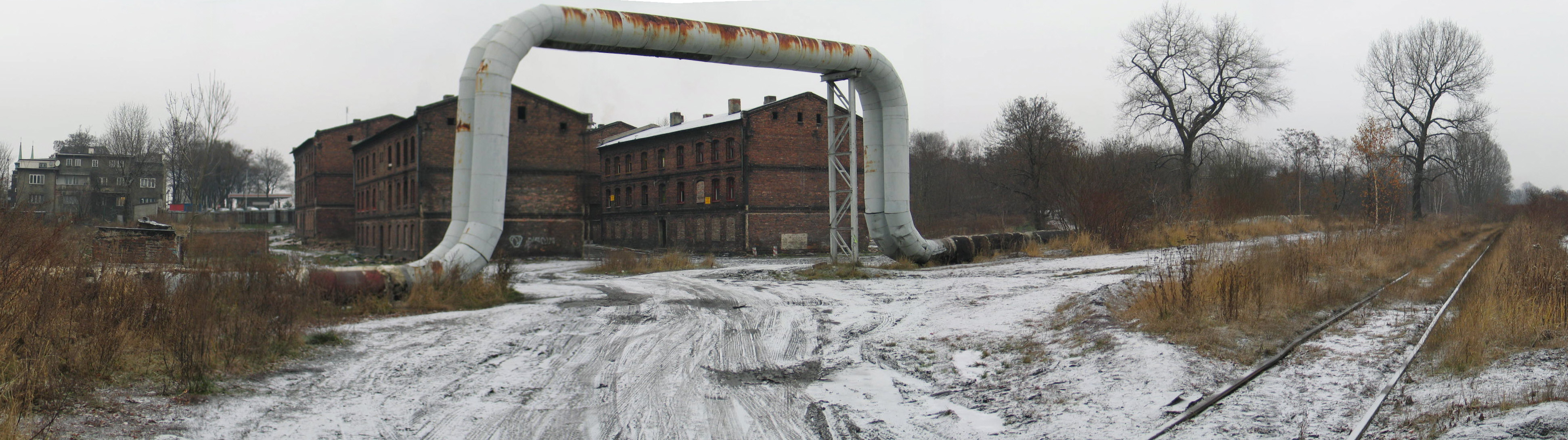
Nieistniejące już familoki przy ul. Piekarskiej, gdzie urodził się Janosch

Urodził się na Zaborzu-Porembie, dzielnicy Zabrza w 1931. Jego ojciec Johann był hutnikiem. Matka Hildegard, z domu Glodny, była osobą bardzo religijną. Ze względu na alkoholowe skłonności ojca duży udział w jego wychowaniu mają dziadkowie. W 1944 w wieku 13 lat Janosch zaczął pracę w fabryce jako ślusarz. 1 czerwca 1945  razem z rodzicami został wysiedlony do Niemiec i zamieszkał w Oldenburgu, gdzie podjął pracę w fabryce tekstylnej oraz naukę w szkole zakładowej. Od 1953 roku mieszkał w Monachium. Tutaj podjął naukę malarstwa, którą po paru semestrach przerwał.

Janosch, piszący w języku niemieckim, mówi o sobie : „Czuję się Ślązakiem, to moja narodowość, to moja religia”. Stwierdził też w wywiadzie dla katowickiej Gazety Wyborczej: 

Sam po trochu czuję się Polakiem. W mojej rodzinie tylko nazwisko Eckert jest niemieckie. Pozostali moi dziadkowie nazywali się Piecha, Morawiec, Głodny.

W 1970 wydał książkę Cholonek, czyli dobry Pan Bóg z gliny (niem. Cholonek oder Der liebe Gott aus Leh, polskie tłumaczenie z przedmową Wilhelma Szewczyka 1975) – przejmującą plebejską historię o losach mieszkańców Górnego Śląska od lat 30. do 50. XX wieku. Powieść w 2004 r. została przeniesiona na deski sceniczne przez Teatr Korez z Katowic.
Pseudonim Janosch powstał (jak mówi anegdota), kiedy skierował do druku swoje pierwsze opowiadanie Historia konia Wałka (1960) i podpisał je „Janusz”, co niemiecki zecer „poprawił” na Janosch.
Obecnie Janosch – Horst Eckert od lat mieszka w San Miguel na Teneryfie. W 1946 roku tzw. „komisja weryfikacyjna” przyznała rodzinie Eckertów obywatelstwo polskie.

## Wyróżnienia i spuścizna
Za swoją twórczość wielokrotnie nagradzany, w tym Federalnym Krzyżem Zasługi oraz Nagrodą Górnośląską, przyznawaną przez śląskie ziomkostwo.
Od 2005 r. katowicka redakcja Gazety Wyborczej przyznaje nagrodę Cegły Janoscha Ślązakom, którzy rozsławiają region. Wyróżnieni w nagrodę otrzymują prawdziwe cegły wykute ze ścian familoka w Zabrzu, w którym Janosch przyszedł na świat. Cegły wydobył jeden z dziennikarzy Wyborczej, tuż przed rozbiórką budynku.
W 2015 r. ukazała się książka autorstwa Angeli Bajorek pt. Heretyk z familoka. Biografia Janoscha, opisująca życie pisarza. W 2024 Janosch,jako autor  ważnej dla Górnego Śląska powieści „Cholonek czyli dobry Pan Bóg z gliny”, został laureatem "Tabulki", czyli honorowego wyróżnienia biblioteki w Rudzie Śląskiej.

## Kontrowersje
Premier Bawarii Edmund Stoiber nazwał Janoscha fałszywym prorokiem po tym, jak Der Spiegel opublikował rysunek pisarza, przedstawiający księdza, który podczas chrztu wbijał dziecku krzyżyk młotkiem.
Podczas pobytu w Zabrzu na początku lat 90. Janosch podarował miejskiemu teatrowi swoją sztukę pt: „Powrót do Uskow” – o wydźwięku antyklerykalnym i atakującą papieża Jana Pawła II. Jeden z zabrzańskich prezydentów nieświadomy treści przekazał ją do tłumaczenia jednemu z miejskich proboszczów. Wybuchł skandal, sztuki nie wystawiono.

## Zabrzańskie adresy Janoscha
- ulica Piekarska – miejsce narodzin – budynek wyburzony,
- Kronprinzenstraße 308 – obecnie ulica Wolności,
- Kowalska 11a[4].

## Publikacje

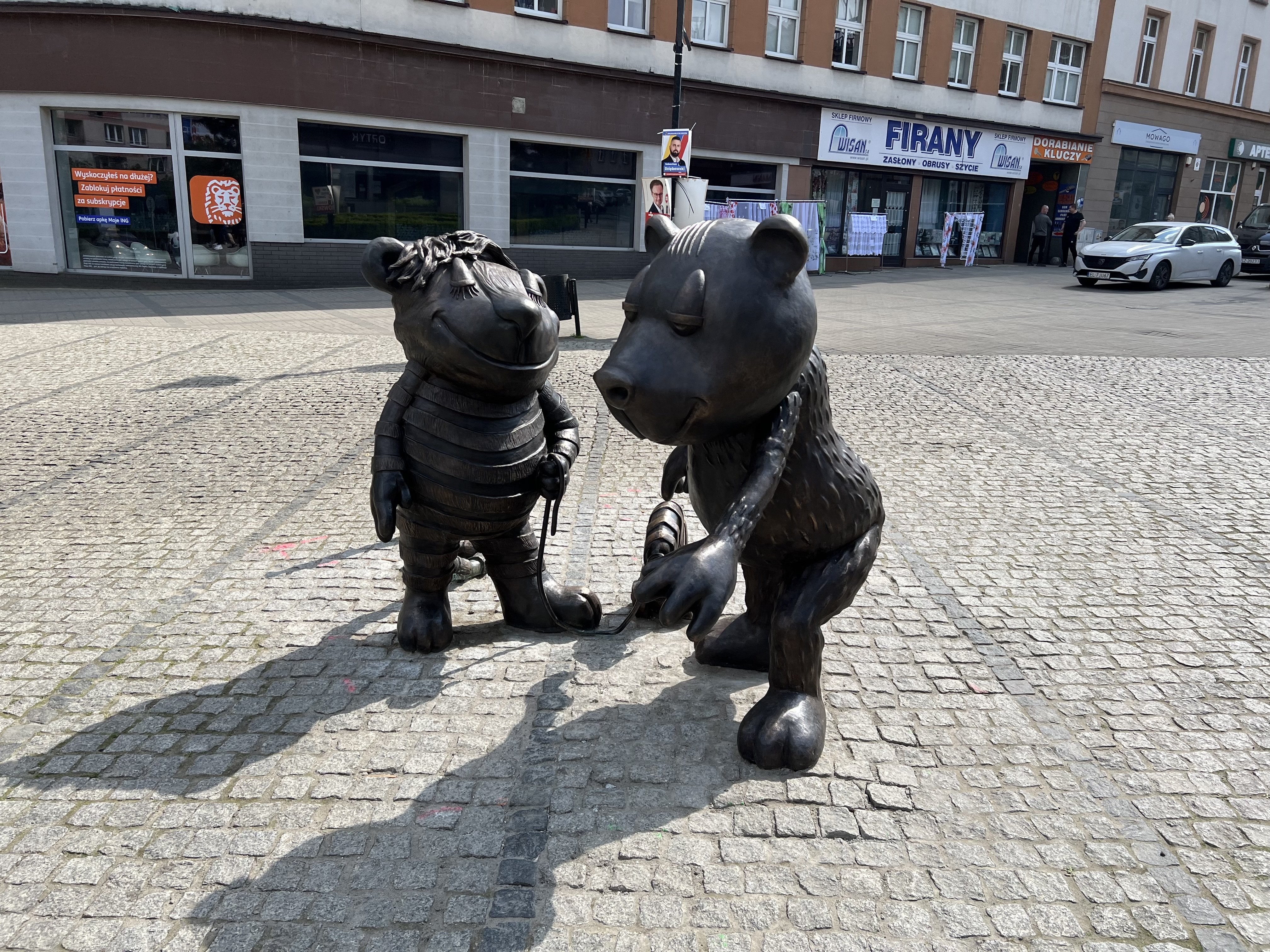
Rzeźby Tygryska i Misia z bajki Ach, jak cudowna jest Panama na pl. Wolności w Zabrzu (2024)

### Literatura dla dorosłych
- Cholonek, czyli dobry Pan Bóg z gliny (1970, Cholonek oder der liebe Gott aus Lehm, tłum. z j. niemieckiego Leon Bielas), Wydawnictwo Śląsk, 1974.
- Polski blues (1991, tłum. z j. niemieckiego Jacek Mularski), Limbus, 1993.
- Powrót do Uskow (Zurück nach Uskow), sztuka teatralna, 1992.

### Literatura dziecięca - polskie tłumaczenia
- Tygrysek musi mieć rower ISBN 83-240-0524-2
- Miś i Tygrysek chodzą po mieście ISBN 83-240-0551-X
- Wujek Puszkin dobry niedźwiedź ISBN 83-240-0616-8
- Wszystkie moje kaczki od A do Z ISBN 83-240-0613-3
- Wielki bal dla Tygryska ISBN 83-240-0465-3
- Tygryskowa szkoła. Jak Miś i Tygrysek uczą się czytać i liczy ISBN 83-240-0672-9
- Ja Ciebie wyleczę, powiedział Miś. Opowieść o tym, jak Tygrysek pewnego razu zachorował ISBN 83-240-0452-1
- Idziemy po skarb. Opowieść o tym, jak Miś z Tygryskiem szukali szczęścia na ziemi ISBN 83-240-0367-3
- Ach, jak cudowna jest Panama ISBN 83-240-0362-2
- Dzień dobry, Świnko. Opowieść o tym, jak Tygrysek pewnego dnia nie wrócił do domu ISBN 83-240-0474-2
- Poczta dla Tygryska. Opowieść o tym, jak Miś i Tygrysek wynaleźli pocztę, pocztę lotniczą i telefon ISBN 83-240-0358-4
- Cholonek, czyli dobry Pan Bóg z gliny ISBN 83-216-0770-5
- A w wigilię przyjdzie niedźwiedź ISBN 978-83-240-0901-5
- Świerszczyk Muzykant i Kret ISBN 83-240-0693-1
- Żabi Król ISBN 83-240-0764-4
- Szczęśliwy, kto poznał Hrdlaka (2014) ISBN 978-83-240-3208-2